# NGC 2441
NGC 2441 (również PGC 22031 lub UGC 4036) – galaktyka spiralna z poprzeczką (SBb), znajdująca się w gwiazdozbiorze Żyrafy. Została odkryta 8 sierpnia 1882 roku przez Ernsta Tempela.
W galaktyce tej zaobserwowano supernową SN 1995E.